# 坂井建
坂井建（さかい たつ、1947年3月31日 - 2002年11月24日）は日本の大蔵官僚。名古屋国税局長、税務大学校長などを務めた。血液型はA型。神奈川県藤沢市鵠沼松が岡4丁目在住。趣味は俳句、ゴルフ。

## 来歴
北海道釧路市出身（父は北海道、母は山形県）。東京都立千歳丘高等学校、中央大学法学部法律学科卒業。東京大学大学院法学政治学研究科修士課程を中退し、1971年4月 大蔵省入省（主計局調査課）。1976年7月 飯田税務署長。1990年7月5日 関東財務局総務部長。1992年7月7日 造幣局東京支局長。1994年7月1日 国税庁長官官房会計課長。1996年7月12日 広島国税局長。1998年7月1日 名古屋国税局長。1999年7月8日 税務大学校長。2000年6月30日 退官。同年8月1日 日本鉄道建設公団理事。2002年11月24日 死去。

## 略歴
- 1971年4月：大蔵省入省（主計局調査課）[3]。
- 1974年7月：国際金融局総務課企画調整係長心得[5]。
- 1975年7月：国際金融局調査課企画係長[6]。
- 1976年7月：飯田税務署長。
- 1977年7月：大臣官房付（外務研修）。
- 1978年5月：外務省在インド日本大使館二等書記官。
- 1980年7月：理財局国有財産第二課長補佐。
- 1981年7月：関税局国際第二課長補佐。
- 1983年6月：理財局資金第一課長補佐（運用一）[7]。
- 1984年7月10日：広島国税局直税部長。
- 1986年6月10日：大臣官房企画官 兼 財政金融研究所研究部統括官総括主任研究官。
- 1990年7月5日：関東財務局総務部長。
- 1992年7月7日：造幣局東京支局長。
- 1994年7月1日：国税庁長官官房会計課長。
- 1996年7月12日：広島国税局長。
- 1998年7月1日：名古屋国税局長。
- 1999年7月8日：税務大学校長。
- 2000年6月30日：退官。
- 2000年8月1日：日本鉄道建設公団理事。